# Ступак Віктор Едуардович
Віктор Едуардович Ступак (нар. 4 травня 1991, Івано-Франківськ — пом. 15 червня 2023, Запорізька область) — український військовий, молодший сержант, кавалер ордена "За мужність", учасник контрнаступу 2023 року, головний сержант 47-ї бригади Магура.

## Біографія
Народився 4 травня 1991 року в місті Івано-Франківськ. 
Здобув фах оператора компʼютерного набору у професійно-технічному училищі. У мирному житті працював у сфері, повʼязаній з автомобілями. Займався вирівнюванням вм’ятин без фарбування в автосервісі «MAGNIT». Цікавився зброєю та військовою тематикою .
В 2022 році вступив до лав ЗСУ, воював у лавах 47-ї окремої механізованої бригади Магура на посаді головного сержанта взводу.
Загинув 15 червня 2023 року в ході контрнаступу поблизу села Мала Токмачка Запорізької області.26 червня 2023 року відбулось прощання, молодшого сержанта Віктора Ступака поховали на Вовчинецькому кладовищі.
Залишилися мама, дружина і донечка, якій на момент загибелі тата було 9 років.

## Нагороди
- Орден "За мужність" ІІІ ст. (посмертно)[6]